# The Great Escape Plan
The Great Escape Plan ist ein Album von Joe Williamson und Dennis Egberth. Die am 12. Dezember 2020 im Studio Brus, Stockholm, entstandenen Aufnahmen erschienen am 26. April 2022 im Eigenverlag Egberths.

## Hintergrund
The Great Escape Plan gehört zu den wenigen Duo-Begegnungen, die mangels anderer Auftrittsmöglichkeiten bedingt durch die COVID-19-Pandemie sowohl in den USA als auch in Europa stattfanden. Der kanadische Bassist und Improvisationsmusiker Joe Williamson, der seit mehreren Jahren in Stockholm lebt, arbeitete dort zuvor mit Musikern wie Mats Gustafsson und Ingebrigt Håker Flaten des Weiteren in vielen schwedischen Kontexten, etwa in den Bands Booklet und Fish-Scale Sunrise. 2020 kam es zur ersten Aufnahme mit dem Schlagzeuger Dennis Egberth, der sich in unterschiedlichen Genres wie improvisierte Musik, Jazz (Dennis Egberths första) sowie Avant-Pop, Post-Punk und Indie-Rock betätigt.

## Titelliste
- Joe Williamson & Dennis Egberth: The Great Escape Plan (Tilting Converter)

1. Plan A 19:37
2. Plan B 20:07

Die Kompositionen stammen von Joe Williamson & Dennis Egberth.

## Rezeption

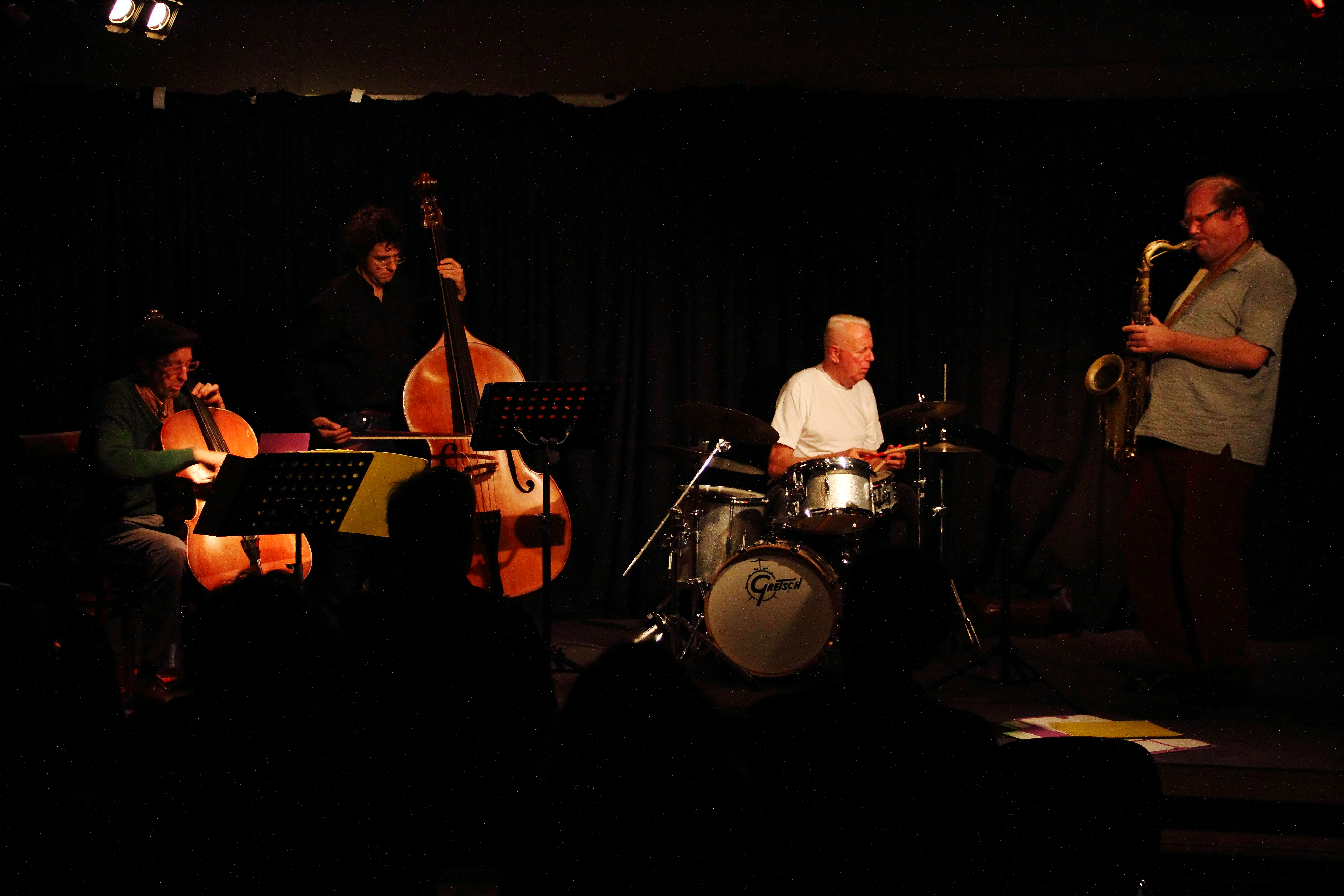
Joe Williamson am Bass mit Tristan Honsinger und Han Bennink im Tobias Delius Quartett im Club W71, Weikersheim 2015

Bass und Schlagzeug würden für die meisten Bands eine Standard-Rhythmusgruppe bilden, aber auf eigene Faust transformierten Williamson und Egberth die Konfiguration, sodass der Schwerpunkt auf Erzählungen und Reaktionen auf reduzierte Klänge und nicht auf Kadenzen liege, schrieb Ken Waxman in Jazzword. Auch wenn das An- und Abschwellen der Basssaiten sowie das Klirren und Streichen der Perkussion das Programm prägten, vermittelten beide Spieler eher dissonante und melodische Konzepte als konzentrierte Impulse. Oft komme es zu einem Rollentausch, wenn die Col-legno-Saitenschläge des Bassisten perkussiver seien als die schlanken Trommelwirbel des Schlagzeugers. Beim abschließenden „Plan B“ werde die Interaktion intensiver, wenn das Tempo von Andante zum Presto wechsle, der Basspart sich zu einem mehrsaitigen Bordun entwickle und das Klatschen der Trommeldecke zu einem unveränderten Mischen werde. Sie würden nun eine Variante der Phrasierung aufgreifen, mit der das Album begann, und verkörperten gleichzeitig die Klangerweiterungen der Basstrommel und rhythmische Konsistenz.
Auf dieser frei improvisierten Aufnahme bekomme man zwei lange Abschnitte geboten, die wirklich die volle Aufmerksamkeit des Hörers forderten, meint Jan Granlie (Salt Peanuts). Man könne in vielerlei Hinsicht das Gefühl bekommen, dass Williamsons Bass das Sagen hat, aber beide würden dazu beitragen, dass es eine spannende Session wird, bei der viel im Detail passiert und wo beide ein offenes Ohr haben für das, was der andere Musiker gerade mache. Beide hätten eine gemeinsame Vorstellung davon, wie das Ergebnis aussehen soll, und es gebe nie einen „Kampf“ darüber, wer seinen Standpunkt klar zum Ausdruck bringe. Dennoch würde man diese Zusammenarbeit lieber in einem kleinen Club in der Nähe der Musiker hören (etwa im Klub Primi in Kopenhagen, im Hærverk in Oslo oder in einem Underground-Club in Schweden).